# Llista d'espècies d'aranèids

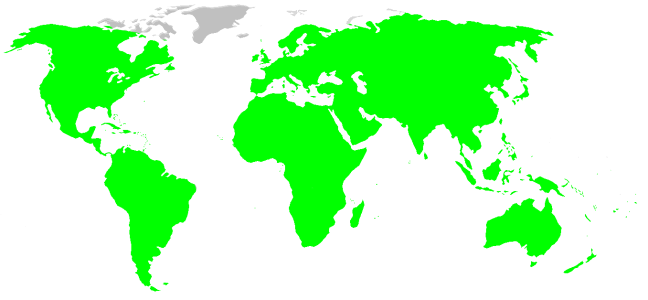
Distribució dels araneids

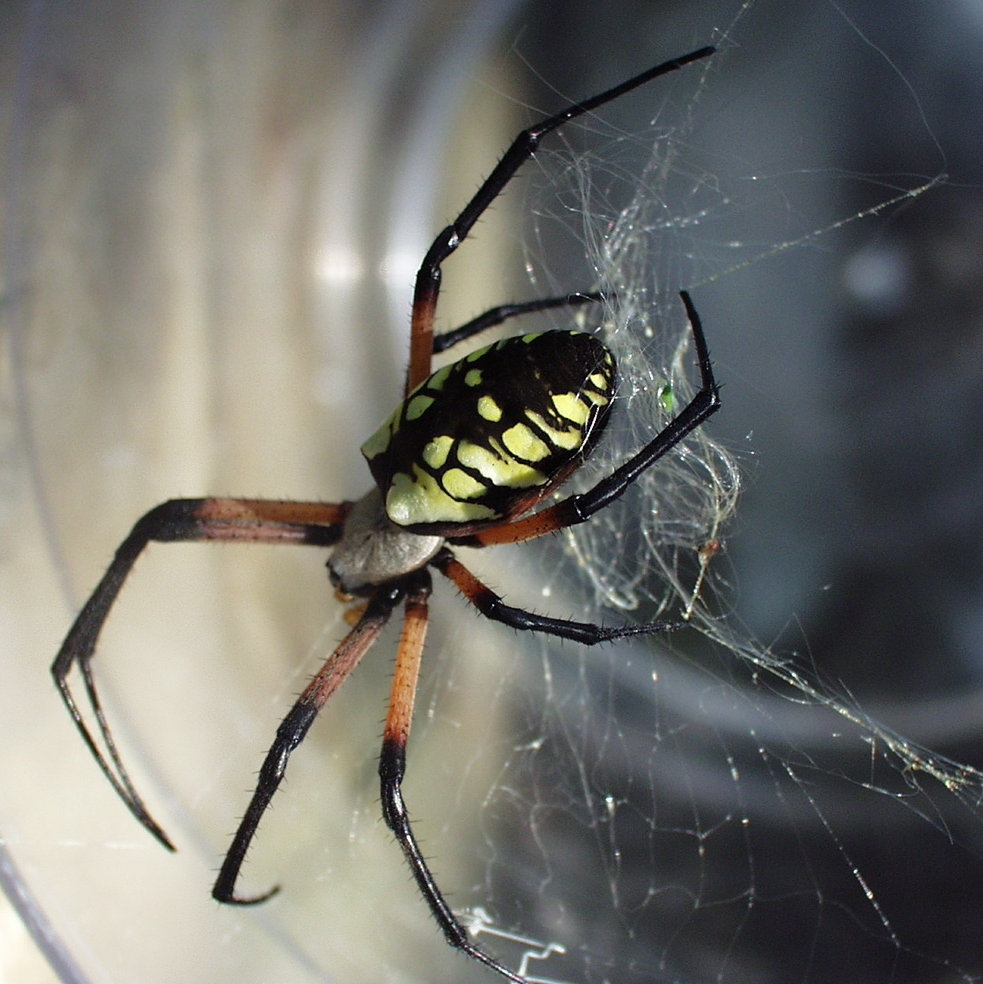
Argiope aurantia

Llista d'espècies d'aranèids, una extensa família d'aranyes araneomorfes, que conté els exemplars més coneguts popularment, el model habitual d'aranya amb la seva teranyina. És una família amb una àmplia distribució per tot el món.
Hi ha la informació recollida fins al 2 de novembre de 2006, amb 166 gèneres i 2.840 espècies citades; el gènere Araneus és el més extens amb 721 espècies.
A causa de l'extensió del llistat aquest s'ha dividit en 5 articles d'una mida més assequible, seguint l'ordre alfabètic:
1. Llista d'espècies d'araneids (A)
2. Llista d'espècies d'araneids (B-D)
3. Llista d'espècies d'araneids (E-L)
4. Llista d'espècies d'araneids (M-N)
5. Llista d'espècies d'araneids (O-Z)